# Litauisches Kolleg für Ingenieurwesen
Das Litauische Kolleg für Ingenieurwesen (lit. Lietuvos inžinerijos kolegija, LIK) ist eine staatliche technische Hochschule und ein Kolleg in Kaunas, Litauen. Im November 2024 beschäftigte man 234 Mitarbeiter.

## Namen
- 1920–1945: Kauno aukštesnioji technikos mokykla
- 1945: Valstybinis Kauno technikumas
- 1945–1990: Polytechnikum Kaunas (Kauno politechnikumas)
- 1990–2002: Kauno aukštesnioji technikos mokykla
- 2002–2024: Kauno technikos kolegija[2]
- Seit 2024: Lietuvos inžinerijos kolegija

## Geschichte
1920 gründete das Verkehrsministerium Litauens die höhere technische Schule. Sie war die erste litauische technische Schule. Initiatoren waren Ingenieure Julijonas Gravrogkas (Direktor bis 1940), Kazimieras Vasiliauskas, Jonas Kiškinas und andere. Die Schule existierte zuerst als Abendkurse mit 26 Hörern. 1921 bekam man von der Regierung Litauens ein Haus in der A. Mickevičius-Str. So entstand die Schule mit 41 Schülern und 9 Lehrern. 1925 gab es die erste Reihe der Bautechniker, 1926 der Mechaniker und 1929 der Elektriker.
1945 wurde die Schule zum staatlichen Technikum Kaunas, danach zum Polytechnikum. 1959 errichtete man die Abendfiliale in Šiauliai, 1961 in Ežerėlis und 1962 in Elektrėnai.
2024 wurde das Kolleg für Forst- und Umweltingenieurwesen Kaunas angeschlossen.
Es gab 23.800 Absolventen.

## Fakultäten
- Baufakultät
- Fakultät für Elektromechanik
- Forstwirtschaft und Landschaftswesen
- Umweltingenieurwesen

## Lehrer
- Vytautas Bernatonis (* 1940), Politiker
- Kęstutis Gaška (1943–2012), Ingenieur und Politiker
- Edvardas Raugalas (1942–2023), Politiker, Vizeminister

## Absolventen
- Stanislovas Buškevičius (* 1958), Politiker, Seimas-Mitglied und Vizebürgermeister von Kaunas
- Jonas Čepulis (1939–2015), Boxer
- Algirdas Genevičius (* 1952), Politiker, Umweltvizeminister
- Marcelijus Teodoras Martinaitis (1936–2013), Dichter
- Dainius Kreivys (* 1970), Politiker, Mitglied des Seimas und Wirtschaftsminister
- Česlovas Vytautas Stankevičius (* 1937), Politiker, Seimas-Mitglied und Verteidigungsminister, Botschafter